# Борсторф
Борсторф (нім. Borstorf) — громада в Німеччині, розташована в землі Шлезвіг-Гольштейн. Входить до складу району Герцогство Лауенбург. Складова частина об'єднання громад Брайтенфельде.
Площа — 8,65 км2. Населення становить 315 ос. (станом на 31 грудня 2020).